# Fumika Moriya
Fumika Moriya (Katsushika, 7 aprile 1992) è una pallavolista giapponese.
Gioca nel ruolo di centrale nelle SAGA Springs.

## Carriera
La carriera di Fumika Moriya inizia a livello scolastico, con la squadra del Liceo Kyoei. Diventa professionista nella stagione 2011-12, debuttando in V.Premier League con le Pioneer Red Wings, ricevendo il premio di miglior esordiente; resta legata al club per tre annate e pur non vincendo alcun trofeo, nel 2013 viene convocata per il campionato mondiale under 23, dove vince la medaglia di bronzo.
Dopo la chiusura del suo club, nella stagione 2014-15 passa alle Hisamitsu Springs.

## Palmarès

### Club
- Campionato giapponese: 2

2015-16, 2017-18
- Coppa dell'Imperatrice: 4

2014, 2015, 2016, 2018

### Nazionale (competizioni minori)
- Campionato mondiale under 23 2013

### Premi individuali
- 2012 - V.Premier League: Miglior esordiente